# Frank Perry
Frank Perry (Manhattan, Nova York, 21 d'agost de 1930 - Nova York, 29 d'agost de 1995) va ser un director i productor estatunidenc. Va estar casat amb la guionista Eleanor Perry (1960-1971), amb Barbara Goldsmith (1977—1992) i amb Virginia Brush Ford (1992—1995).

## Biografia
El director Frank Perry va néixer el 21 d'agost de 1930 a la ciutat de Nova York (Estats Units). Va treballar en els seus inicis en produccions televisives, en especial documentals.
Després d'anar a la Guerra de Corea i reincorporar-se a la seva tasca com a director i productor, Perry va debutar en el cinema de ficció amb el drama de baix pressupost Elisa (1962), pel·lícula revelació protagonitzada per Keir Dullea i Janet Margolin que va ser escrita per la mateixa esposa de Frank, Eleanor Perry, que va adaptar en el seu guió una novel·la de Theodore Isaac Rubin.
Per aquest film Perry va aconseguir ser nominat a l'Oscar al millor director i Eleanor va rebre una nominació a l'estatueta com a millor guió adaptat. Frank va guanyar un premi al millor director debutant en el Festival de Venècia.
Eleanor també va ser la guionista del seu segon llargmetratge, el documental dramatitzat Ladybud Ladybug (1963).
Després de portar a televisió Thanksgiving Visitor, (1967), una història de Truman Capote amb guió del mateix autor d'A Sang Freda, Frank va tornar al cinema amb el protagonisme de Burt Lancaster i amb Sydney Pollack dirigint algunes escenes, per realitzar el drama psicològic El Nedador (1968), adaptació d'un text de John Cheever.
A L'estiu passat (1969) Frank i Eleanor van adaptar una novel·la d'Evan Hunter amb Barbara Hershey com a principal protagonista.
Els anys 60 es van tancar per a Perry amb una nova adaptació d'històries de Capote, Trilogy (1969).
Diari d'una esposa Desesperada (1971) va ser un dels seus títols, amb Elisa i El Nedador, més populars. Ara amb Richard Benjamin, Carrie Snodgress i Frank Langella com protagonistes, el matrimoni Perry adaptava una novel·la de Sue Kaufman. Snodgress va obtenir per la seva interpretació una candidatura a l'Oscar a la millor actriu.
Més tard va realitzar la seva pròpia versió dels esdeveniments a OK Corral a Duel a Mort en OK Corral (1971), amb Stacy Keah com Doc Hollyday i Harris Yulin com Wyatt Earp. La protagonista femenina era Faye Dunaway. Aquest va ser el primer film realitzat sense la col·laboració en el guió de la seva dona Eleanor Perry.
Els anys 70, coincidint amb la ruptura amb la seva esposa, no van resultar per a Perry tan interessants com el decenni anterior, sent els seus títols fallits en general.
Play It As It Lays (1972), amb Tuesday Weld i Anthony Perkins, Man On a Wwing (1974), amb Cliff Robertson, o Ranxo De Luxe (1975), amb Jeff Bridges, no són pel·lícules a l'altura de les seves millors obres, fet que va provocar la seva retirada temporal de la pantalla gran.
En aquesta etapa Perry va treballar per a televisió, arribant a dirigir en els anys 80 la sèrie Skag.
Al cinema va tornar amb Estimada Mama (1981), adaptació del llibre autobiogràfic escrit per la filla de Joan Crawford, Christina. Joan estava encarnada per Faye Dunaway.
Un any després Frank va dirigir Monsenyor (1982), títol protagonitzat per Christopher Reeve.
Les seves últimes pel·lícules de ficció, oblidables, van ser Crompromising Positions (1985), amb Susan Sarandon i Raul Julia i la comèdia Estàs Morta, Amor? (1987), amb Shelley Long.
L'últim treball de Frank Perry com a director va ser On the bridge (1992), un documental sobre la seva lluita contra el càncer de pròstata, que finalment el va portar a la mort el 29 d'agost de 1995 a Nova York. Tenia 65 anys.

## Filmografia
Filmografia:
- 1962: David & Lisa
- 1963: Ladybug Ladybug
- 1967: The Thanksgiving Visitor (TV)
- 1968: El nedador (The Swimmer)
- 1969: Last Summer
- 1969: Trilogy
- 1970: Diary of a Mad Housewife
- 1971: Doc
- 1972: La sort està decidida (Play It as It Lays)
- 1974: Man on a Swing
- 1975: Ranxo Deluxe (Rancho Deluxe)
- 1979: Dummy (TV)
- 1980: Skag (TV)
- 1981: Mama estimada (Mommie Dearest)
- 1982: Monsenyor (Monsignor)
- 1984: J.F.K.: A One-Man Show (TV)
- 1985: Compromising Positions
- 1987: Hello Again
- 1992: On the Bridge

## Premis i nominacions

### Nominacions
- 1963: Oscar al millor director per David and Lisa
- 1967: Primetime Emmy al millor programa dramàtic per ABC Stage 67
- 1980: Primetime Emmy al millor director en sèrie dramàtica per Skag